# 小行星6733
小行星6733（英語：6733）是一颗围绕太阳公转的小行星。1992年3月2日，上田清二、金田宏在钏路市发现了此天体。
这颗小行星的绝对星等为284.1521110978953等。